# Kristalline
Kristalline sind eine Gruppe wasserlöslicher Proteine, die der Augenlinse ihre Brechkraft und Durchsichtigkeit gibt und in der Augenhornhaut zudem UV-Licht absorbiert. 

## Eigenschaften
Für die Absorption ist eine hohe Konzentration notwendig, die wegen der vergleichsweise sperrigen Quartärstruktur nicht zu Einschlusskörperchen führt, die durch Lichtstreuung eine Linsentrübung zur Folge hätte.
Kristalline kommen in Varianten vor, die nach der Reihenfolge der Elution in der Gel-Permeations-Chromatographie mit griechischen Buchstaben benannt sind. Kristalline finden sich im Wirbeltierauge, aber auch außerhalb des Stamms der Chordatiere, etwa bei Kopffüßern wie dem Tintenfisch.